# Ариэль (фильм, 1988)
«Ариэ́ль» (фин. Ariel) — драма финского кинорежиссёра и сценариста Аки Каурисмяки. Главный герой фильма — безработный шахтёр Таисто Касуринен, чей отец только что покончил с собой, оказывается обвинён в преступлении, которого не совершал. Картина является второй частью «пролетарской трилогии» Каурисмяки, начатой фильмом «Тени в раю» и законченной «Девушкой со спичечной фабрики». Приз ФИПРЕССИ и премия лучшему актёру (Туро Пайала) на Московском кинофестивале 1989 года.

## Сюжет
Шахтёр Таисто Касуринен остаётся без работы, когда северный рудник, на котором он трудился вместе с отцом, закрывают. Отец отдаёт сыну ключи от своего белого кадиллака, после чего пускает себе пулю в лоб. На полученной в наследство машине Таисто отправляется на юг страны, во время одной из остановок его грабят, лишив всех денег. Таисто вынужден перебиваться случайными заработками. Однажды, оставив свой автомобиль в неположенном месте, он встречает парковочного инспектора Ирмели, которая приглашает его к себе домой. Она разведена и живёт вместе с сыном Рику. Ирмели бросает работу, поэтому, чтобы раздобыть хоть какие-то деньги, Таисто продаёт отцовский кадиллак. В тот же день он сталкивается с одним из грабителей и, вступив с ним в драку, оказывается в тюрьме. В заключении Таисто завязывает дружбу с соседом по камере Микконеном. Сбежать из тюрьмы им помогает Ирмели. Очутившись на свободе, Таисто первым делом женится на ней. Чтобы купить себе фальшивые паспорта, Таисто и Микконен участвуют в ограблении банка, последний гибнет от руки одного из сообщников при дележе денег. Похоронив друга, Таисто вместе с Ирмели и Рику садятся на грузовой корабль «Ариэль», отправляющийся в Мексику.

## В ролях
- Туро Пайала — Таисто Касуринен
- Сусанна Хаависто — Ирмели
- Матти Пеллонпяя — Микконен
- Ээту Хилкамо — Рику